# Roland Grahammer
Roland Grahammer (Augsburg, 1963. november 3. –) olimpiai bronzérmes német labdarúgó, hátvéd.

## Pályafutása

### Klubcsapatban
1969-ben az SpVgg Bärenkeller csapatában kezdte a labdarúgást, majd 1976-ban az FC Augsburg korosztályos csapataiban folytatta. 1982-ben mutatkozott be az első csapatban. 1983 és 1988 között az 1. FC Nürnberg játékosa volt. 1988 és 1994 között Bayern München csapatában szerepelt, ahol három bajnoki címet szerzett az együttessel. 1994-ben vonult vissza az aktív labdarúgástól.

### A válogatottban
1980-ban egyszeres U18-as, 1984-ben kétszeres U21-es nyugatnémet válogatott. 1987 és 1988 között 14 alkalommal szerepelt a nyugatnémet olimpiai válogatottban és egy gólt szerzett. 1988-ban a szöuli olimpián bronzérmet szerzett a  válogatottal.

## Sikerei, díjai
NSZK
- Olimpiai játékok
  - bronzérmes: 1988, Szöul

 Bayern München
- Német bajnokság (Bundesliga)
  - bajnok: 1988–89, 1989–90, 1993–94
- Nyugatnémet szuperkupa (DFB-Supercup)
  - győztes: 1990
  - döntős: 1989